# Aubagnan
Aubagnan é uma comuna francesa na região administrativa da Nova Aquitânia, no departamento Landes. Estende-se por uma área de 3,42 km². Em 2010 a comuna tinha 258 habitantes (densidade: 75,4 hab./km²).